# Ermites camaldules du mont Corona
 (juin 2024).
Si vous disposez d'ouvrages ou d'articles de référence ou si vous connaissez des sites web de qualité traitant du thème abordé ici, merci de compléter l'article en donnant les références utiles à sa vérifiabilité et en les liant à la section « Notes et références ».
Les Ermites camaldules du mont Corona (en latin : Congregatio eremitarum camaldulensium Montis Coronæ ) sont un ordre monastique masculin de droit pontifical.

## Historique
En 1520, Paul Giustiniani, moine camaldule, désireux de vivre une vie plus austère et de revenir aux anciennes pratiques d'ermitage pour lesquelles l'ordre camaldule est né, lance une réforme avec la fondation de l'ermitage du mont Corona, près de Pérouse. Paul Giustiniani voulait revenir à l'esprit fondateur sans se séparer de l'ordre, mais le pape Léon X l'autorise à fonder d'autres ermitages selon l'esprit du mont Corona. En 1524, le pape Clément VII reconnaît officiellement l'ordre, sous le nom d'ermites de saint Romuald ; ils deviennent pleinement autonomes des camaldules le 7 mai 1529 ; à cette occasion, ils prennent le nom d'ermites camaldules du mont Corona.
Actuellement, l'ermitage de monte Corona abrite une communauté masculine de la Famille monastique de Bethléem, de l'Assomption de la Vierge et de saint Bruno.

## Activités et diffusion
Les Ermites du mont Corona se consacrent à la vie contemplative, en intégrant des éléments du cénobitisme à des éléments érémitiques. Chaque ermite vit seul dans son propre ermitage, une maisonnette avec son oratoire, et un jardin qu'il cultive, totalement séparé des autres moines. Ils se réunissent uniquement pour des moments de communauté, comme la prière, le travail et les loisirs.
Ils sont présents en Italie, Colombie, Espagne, États-Unis, Pologne et Venezuela. 
Le modérateur suprême réside à l'ermitage de Monte Porzio Catone.
À la fin de l'année 2015, l'institut comptait 57 religieux dont 29 prêtres dans 9 maisons et à la fin de l'année 2017, 66 religieux dont 33 prêtres dans 9 maisons

## Source
- (es) Cet article est partiellement ou en totalité issu de l’article de Wikipédia en espagnol intitulé « Eremitas Camaldulenses de Monte Corona » (voir la liste des auteurs).